# Elisabeth Flickenschildt
Elisabeth Ida Marie Flickenschildt (née le 16 mars 1905 à Hambourg et morte le 26 octobre 1977 à Stade) était une actrice et productrice allemande. 
Elle joua dans de nombreux films entre 1935 et 1976.

## Biographie
Elle est membre de la Gottbegnadeten-Liste.

## Filmographie partielle
- 1939 : La Chair est faible (de) (Der Schritt vom Wege)
- 1939 : La Lutte héroïque (Robert Koch, der Bekämpfer des Todes)
- 1940 : Le Renard de Glenarvon (Der Fuchs von Glenarvon)
- 1941 : Le Président Krüger (Ohm Krüger soit Oncle Krüger)
- 1942 : Le Grand Roi (Der Große König)
- 1942 : Rembrandt
- 1942 : Zwischen Himmel und Erde de Harald Braun
- 1943 : Jeune fille sans famille (Altes Herz wird wieder jung)
- 1949 : Eine Große Liebe
- 1952 : Toxi
- 1955 : Le Fils sans racines (Sohn ohne Heimat) de Hans Deppe
- 1957 : Pour l'amour d'une reine (Herrscher ohne Krone)
- 1959 : La Visite de la Vieille dame (Der Besuch der alten Dame)
- 1960 : La Profession de Madame Warren
- 1960 : Scotland Yard contre le masque (de) (Die Bande des Schreckens)
- 1960 : Faust
- 1962 : Le Requin harponne Scotland Yard (Das Gasthaus an der Themse)
- 1962 : Bataille de polochons (Das schwarz-weiß-rote Himmelbett)
- 1963 : Le Foulard indien (Das indische Tuch)
- 1963 : Le Grand Jeu de l'amour (Das große Liebesspiel) d'Alfred Weidenmann
- 1964 : La Môme aux dollars
- 1965 : Les DM-Killers (DM-Killer)
- 1965 : Un milliard dans un billard
- 1969 : Rire pour guérir (Dr. med. Fabian – Lachen ist die beste Medizin)
- 1976 : Nuit d'or

## Hommages
- Elisabeth Flickenschildt est décorée de l'ordre du Mérite de la République fédérale d'Allemagne.
- Une rue, la Elisabeth-Flickenschildt Straße porte son nom dans l'arrondissement de Spandau, à Berlin.